# 彭纯
彭纯（1962年—），山西临汾人，经济学博士。现任第十四届全国政协经济委员会委员。曾任中国投资有限责任公司党委书记、董事长。 

## 个人简历
彭纯于1986年获得中国人民银行研究生部经济学硕士学位，2006年获得华东师范大学经济学博士学位。
2004年9月，彭纯出任交通银行副行长。2010年4月，任中国投资有限责任公司副总经理兼中央汇金投资有限责任公司执行董事、总经理。2013年8月，任交通银行行长。2018年2月，任交通银行党委书记、董事长。
2019年4月，任中国投资有限责任公司党委书记、董事长，至2024年11月卸任。